# Carver (Massachusetts)
Carver – miasto w Stanach Zjednoczonych, w stanie Massachusetts, w hrabstwie Plymouth.